# Ефимов, Владислав Евгеньевич
Владислав Евгеньевич Ефимов (28 июня 1976, Одесса, СССР) — украинский журналист и писатель, обозреватель газеты «Время спорта», пресс-атташе южненского волейбольного клуба «Химик», руководитель пресс-службы Национального олимпийского комитета Украины в Одесской области.

## Биография
Образование высшее. Закончил Одесский национальный политехнический университет.
В журналистике с 1997 года. Первый материал опубликовал в одесской спортивной газете «Футбол плюс».
До 2002 года работал в газете «Одесса-Спорт».
В течение семи лет работал спортивным обозревателем на телеканалах «Репортер» и ГЛАС. Сотрудничал с национальными ТВ-каналами Украины: «Новым каналом», ICTV, «Первым национальным».
Публиковался во всеукраинской газете «Команда», в российском издании «Футбол-Ревю».
Автор проекта «Лучшие волейболисты Одессы XX века».
Автор серии исторических материалов о волейболе в газете «Время спорта».

## Награды
- Лауреат национальной телевизионной премии «Телетриумф»-2007 (программа «Гол», «Новый канал», одесский корпункт).
- Лучший тележурналист 2006 года Одесской области по версии АМФОО.

## Книги
- Чемпион, которого не ждали. — Одесса: ВМВ, 2011. — 304 с. primo.nlr.ru. Дата обращения: 2 марта 2021., ISBN 978-966-413-290-6
- Юрий Чебан. Восхождение на Олимп. — Одесса: ВМВ, 2013. — 144 с. primo.nlr.ru. Дата обращения: 2 марта 2021., ISBN 978-966-413-386-6
- Пятикратные. — Одесса: Плутон, 2015. — 336 с. primo.nlr.ru. Дата обращения: 2 марта 2021., ISBN 978-617-7261-53-6